# Међувладина управа за развој
Међувладина управа за развој (енгл. Intergovernmental Authority on Development, IGAD; фр. Autorité intergouvernementale pour le développement, AIPD) регионална је организација у источној Африци, основана 1986. године са циљем да се развија и унапређује економска сарадња између чланица. Основни разлог формирања биле су честе суше у периоду 1974—1984. које су захватиле овај део Африке, како би се скренула пажња међународне заједнице на поменуте проблеме.
Седиште организације је у Џибутију, а генерални секретар је Мабуб Малим из Кеније. МУР се састоји из осам држава чланица: Џибути, Етиопија, Кенија, Сомалија, Судан, Уганда (чланице оснивачи од 1986), затим Еритреја (од 1993, суспендована 2007) и Јужни Судан (од 2011). Структуру организације чине Скупштина шефова држава и влада, затим Секретаријат, Савет министара и Комитет амбасадора.